# Compsopogonaceae
Famille
Les Compsopogonaceae sont une famille d'algues rouges de l'ordre des Compsopogonales, dont le genre type Compsopogon a été trouvé dans les eaux douces de l'Oued El Hout près du Lac de Fetzara, Algérie.

## Systématique
La famille des Compsopogonaceae a été créée en 1896 par le botaniste allemand Friedrich Schmitz (d) (1850-1895).

## Étymologie
Le nom vient du genre type Compsopogon dérivé du grec κομψο / kompson, « élégant », et πώγων / pógon, « barbe », littéralement « belle barbe ».

## Liste des genres
Selon BioLib (24 décembre 2021) et NCBI (24 décembre 2021) :
- Compsopogon Montagne
- Compsopogonopsis V. Krishnamurthy
- Pulvinaster J.A.West, G.C.Zuccarello & J.L.Scott

Selon ITIS (24 décembre 2021) :
- Compsopogon Montagne
- Compsopogonopsis V. Krishnamurthy

Selon World Register of Marine Species (24 décembre 2021) :
- Compsopogon Montagne, 1846
- Pulvinaster J.A.West, G.C.Zuccarello & J.L.Scott, 2007